# Larry Söder
Larry Inge Söder, född 16 juli 1969 i Nol-Alafors kyrkobokföringsdistrikt, Älvsborgs län, är en svensk politiker (kristdemokrat). Han är ordinarie riksdagsledamot sedan 2015, invald för Hallands läns valkrets.

## Biografi
Söder är utbildad redovisningsekonom och har arbetat som säljare. Larry Söder började sin politiska karriär i Kungsbacka kommun. Han var bland annat ordförande i nämnden för skola och förskola och senare ordförande i nämnden för individ och familjeomsorg. Han blev riksdagsledamot den 25 april 2015 efter att Göran Hägglund avsagt sig sin plats i riksdagen. Han fungerade också som statsrådsersättare för Hägglund mellan den 29 september och den 3 oktober 2014. Under sin första mandatperiod i riksdagen var han ledamot i skatteutskottet och under andra mandatperioden 2018–2022 vice ordförande i civilutskottet. Han är ordinarie ledamot i civilutskottet under nuvarande mandatperiod 2022–2026. Han är Kristdemokraternas bostadspolitiska talesperson.  Söder har framförallt betonat att Sverige behöver bygga fler småhus. Andra fokusområden är nya strandskyddsregler och nya VA-regler som är anpassade efter egna VA-anläggningar. Även startlån och bosparande är prioriterade frågor.   
Söder bor i Kungsbacka och är ordförande för partiet i kommunen. Han är även vice distriktsordförande för partiet i Hallands län och har tidigare varit distriktsordförande.